# Ylioppilastutkinto

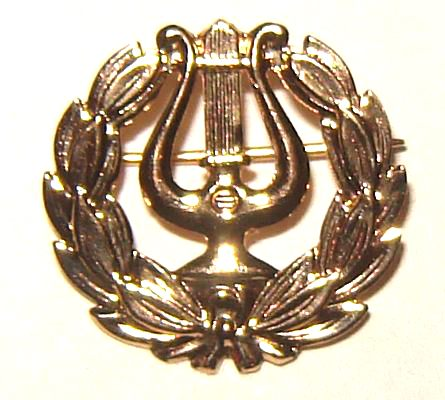
Le trophée en guise réussite au baccalauréat finlandais

Le baccalauréat finlandais, ylioppilastutkinto en finnois, studentexamen en suédois, est un examen en Finlande et en Suède qui conclut les études secondaires du gymnasium et s'obtient après 12 ans d'études, généralement à l'âge de 19 ans. Il est l’équivalent du baccalauréat en France, du A-level au Royaume-Uni, de  l'Abitur en Allemagne. 
En Suède, il porte le nom de studentexamen.